# 北京市第十八中学
北京市第十八中学是一所位于北京市丰台区方庄芳星园二区11号楼的全日制公立完全中学，也是北京市示范性普通高中之一，1951年建校，1990年由大红门迁至方庄。截至2023年9月，以十八中方庄本校为中心的北京市第十八中学教育集团共有18个校址，是丰台区规模最大的教育集团。

## 历史
北京十八中的校史可追溯至1951年9月南苑镇中心小学开办的两个中学班，该学年共招收108人，1952年被北京市人民政府文教局编序为“北京市第十八中学”，但当时的校址仍在南苑镇中心小学，直至1955年7月才迁入位于大红门东前街74号的正式校址，1978年被丰台区教育局定为丰台区重点中学。
1987年7月，北京十八中方庄新校址开工，1989年11月竣工。1990年，十八中高中部迁入方庄，初中部1993年独立为大红门中学，1997年12月9日更名为北京市赵登禹中学，2003年4月与嘉园小学合并为北京市赵登禹学校，2005年9月由大红门迁往马家堡嘉园小区。2005年，北京十八中被评为北京市示范性普通高中。
2008年，十八中在方庄恢复初中招生，同年与十八中本部仅隔一条群星路的芳星园中学原校区被合并至十八中。

## 关联学校

### 十八中实验学校

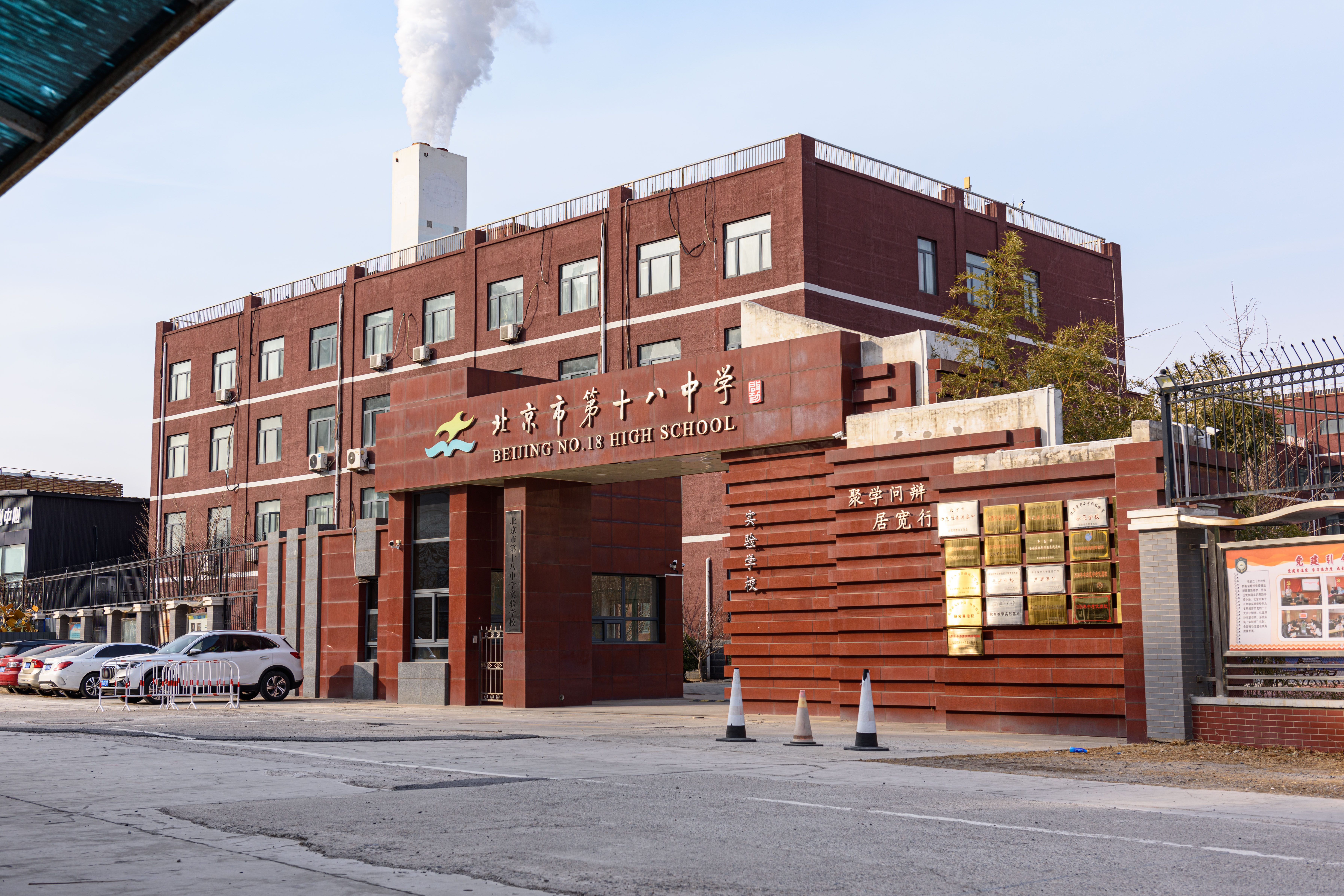
北京十八中实验学校

北京十八中实验学校位于丰台区西罗园街道西马场南里，由原北京市第十八中学西马校区和丰台区西马金润小学于2023年5月合并而来。
原十八中西马校区为西马金润小区的配套教育设施，2010年开始招生，此前角门中学撤编后的师资已被并入十八中。

### 左安门分校
北京十八中左安门分校前身为1970年成立的左安门中学，2015年7月加入十八中教育集团，现址位于南三环外成寿寺街道四方景园五区。

### 十八中时光学校
北京市第十八中学时光学校位于石榴庄街道石榴园北里4号，由原东铁匠营第二中学与北京市丰台区时光小学整合归并后更名而来。

### 丰台区外国语学校

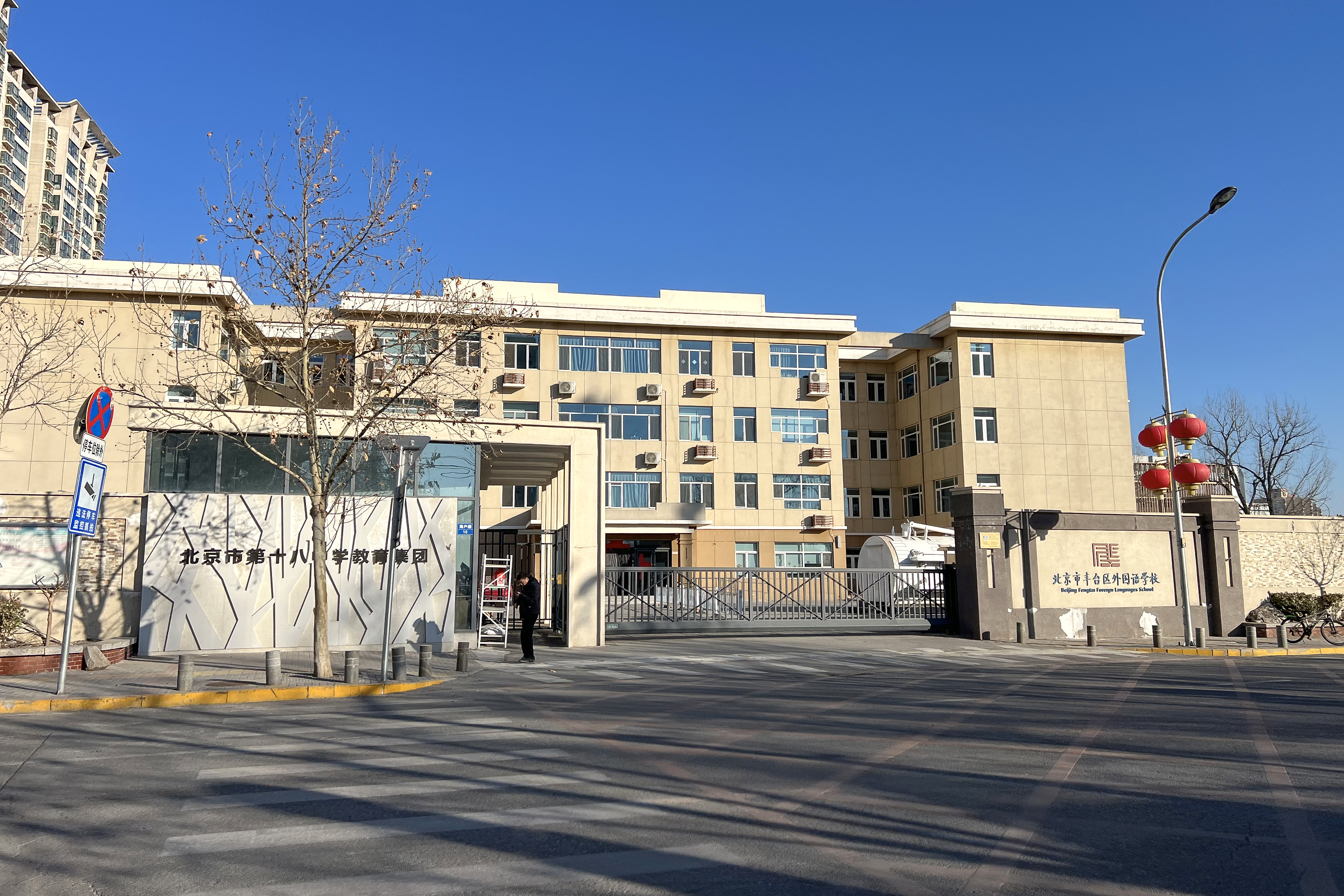
丰台区外国语学校

丰台区外国语学校位于大红门街道海户屯，2021年5月成立，是丰台区教委直属的十二年一贯制公立学校，由十八中教育集团承办，亦是中国内地首家在小学阶段开设小语种的公立学校。

### 北京四中璞瑅学校
北京四中璞瑅学校位于方庄紫芳园六区7号楼，2013年11月6日正式成立，2023年2月6日纳入北京市第十八中学教育集团，但仍保留该校独立法人单位。

### 十八中蒲芳学校
2023年8月，东铁匠营一小与东铁匠营一中、芳星园中学合并为北京市第十八中学蒲芳学校。